# 埃丁·穆金
埃丁·穆金 （Edin Mujčin，1970年1月14日—）是一名波斯尼亚和黑塞哥維那已退役足球运动员。埃丁·穆金在波斯尼亚战争期间移居克罗地亚。目前他拥有克罗地亚国籍。 